# Burbank (Dakota del Sud)
Burbank è una comunità non incorporata della contea di Clay, Dakota del Sud, Stati Uniti. Benché non riconosciuta dallo United States Census Bureau, a Burbank è stato assegnato lo ZIP code 57010.
Burbank fu progettata nel 1873 ed è intitolata a John A. Burbank (1827-1905), quarto governatore del Territorio del Dakota.